# Karl von Vierordt
Karl von Vierordt (ur. 1 lipca 1818 w Lahr, zm. 22 listopada 1884 w Tybindze) – niemiecki lekarz, twórca pierwszego nieinwazyjnego aparatu do mierzenia ciśnienia krwi, który składał się z zestawu dźwigni i ciężarków.
Studiował w Heidelbergu i Getyndze, w 1841 uzyskał doktorat. W 1849 otrzymał nadzwyczajną profesurę medycyny teoretycznej na Uniwersytecie w Tybindze, w 1855 profesor zwyczajny fizjologii i dyrektor Instytutu Fizjologii w Tybindze, w roku akademickim 1864-1865 był rektorem.